# Ubangi

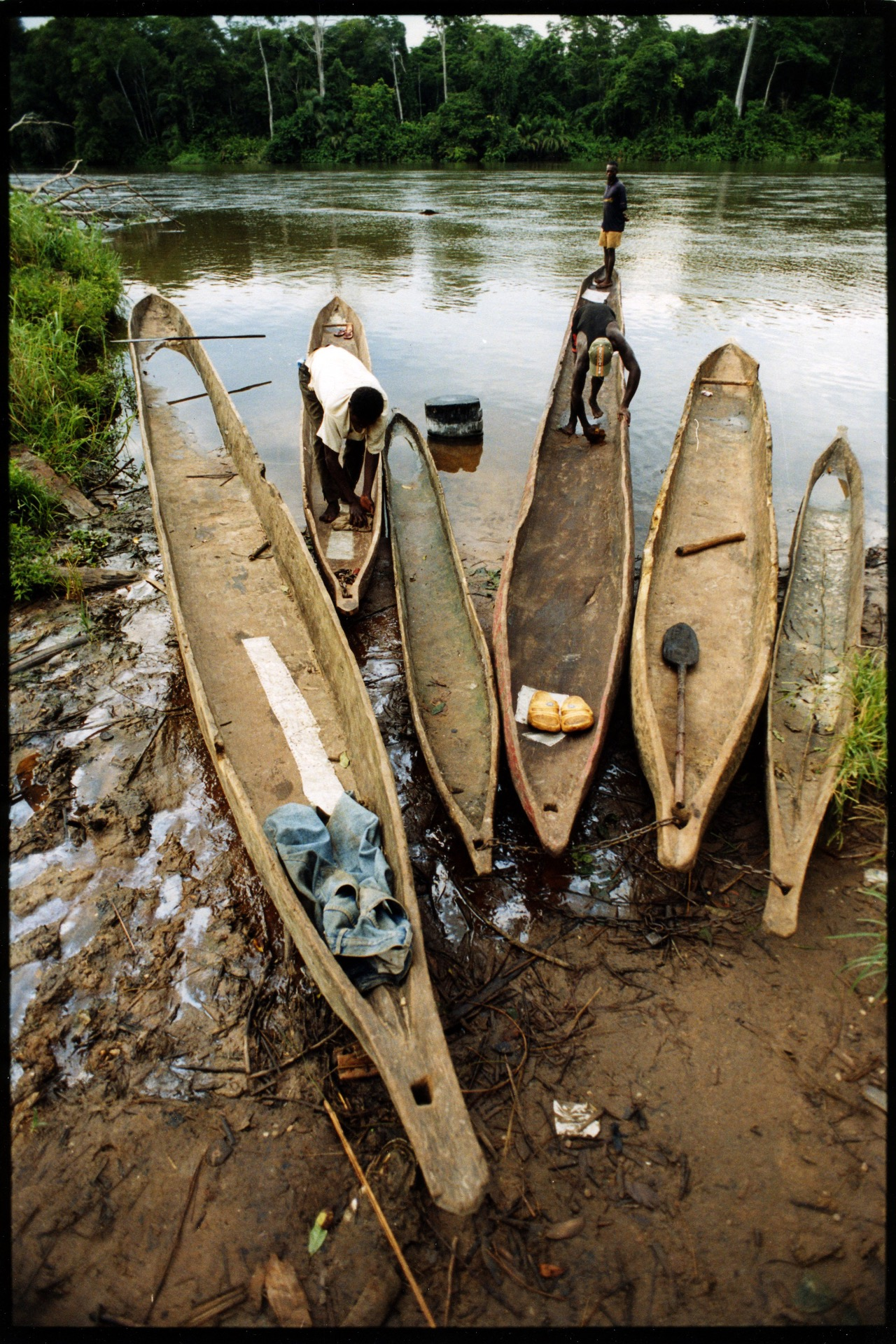
Piroghe sul fiume Oubangui (2005)

L'Ubangi (AFI: [uˈbaŋɡi]; nella grafia italiana Ubanghi; nella grafia francofona Oubangui) è un fiume lungo circa 1.120 km, affluente principale di destra del fiume Congo in Africa Centrale.
L'Ubangi nasce nei pressi di Yakoma al confine fra la Repubblica Democratica del Congo e la Repubblica Centrafricana dall'unione dei due fiumi Mbomou e Uele. Dapprima scorre verso ovest per circa 370 km per poi svoltare in un'ampia curva verso sud-ovest e attraversare in seguito la città di Bangui, capitale della Repubblica Centrafricana.
Per oltre 100 km dopo Bangui costituisce il confine naturale fra i due stati, nel prosieguo del suo corso, fino alla confluenza con il Congo che ha luogo circa 90 km a sud-ovest di Mbandaka e oltre 550 km da Bangui; l'Ubangi è il confine naturale fra la Repubblica Democratica del Congo e la Repubblica del Congo.
Nel suo tratto centroafricano il fiume, superata Bangui, diviene navigabile ed è una delle vie di comunicazione più importanti della regione anche perché durante la stagione delle piogge molte strade divengono impraticabili.

## Storia
Uno dei più grandi apporti alla geografia dell'esploratore russo Vasilij Vasil'evič Junker furono le sue ricerche sul bacino del Nilo e del Congo, attraverso cui stabilì l'identità del fiume Uele e dell'Ubangi.